# 범인식별절차

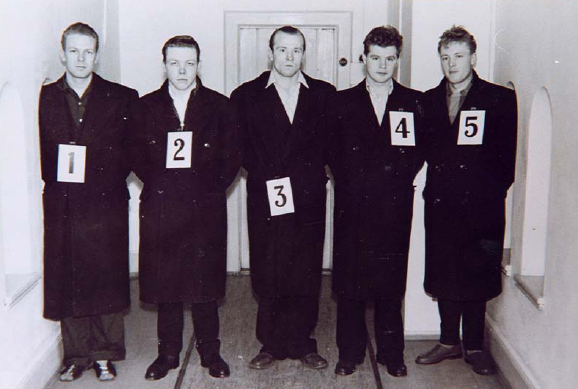

범인식별절차는 경찰이 범죄자를 밝혀내는 절차를 말한다.

## 판례
- 범인식별절차에 있어 용의자 한 사람을 단독으로 목격자와 대질시키거나 용의자 사진 한 장만을 목격자에게 제시하여 범인여부를 확인한 경우, 목격자 진술의 신빙성은 낮다.[1]
- 범인식별 절차에 있어 목격자의 진술의 신빙성을 높게 평가할 수 있게 하려면, 범인의 인상착의 등에 관한 목격자의 진술 내지 묘사를 사전에 상세히 기록화한 다음, 용의자를 포함하여 그와 인상착의가 비슷한 여러 사람을 동시에 목격자와 대면시켜 범인을 지목하도록 하여야 하고, 용의자와 목격자 및 비교대상자들이 상호 사전에 접촉하지 못하도록 하여야 하며, 사후에 증거가치를 평가할 수 있도록 대질 과정과 결과를 문자와 사진으로 서면화하는 등의 조치를 취하여야 하고, 사진제시에 의한 범인식별 절차에 있어서도 기본적으로 이러한 원칙을 따라야 한다.[2]
- 범인식별절차 있어, 범죄 발생 직후 목격자의 기억이 생생하게 살아있는 상황에서 현장이나 그 부근에서 범인식별 절차를 실시하는 경우에는, 목격자에 의한 생생하고 정확한 식별의 가능성이 열려 있고 범죄의 신속한 해결을 위한 즉각적인 대면의 필요성도 인정할 수 있으므로, 용의자와 목격자의 일대일 대면도 허용된다.[3]

## 미국법
범인식별절차에서 이름, 신상정보 등을 묻는 것은 미란다 원칙 등에서 보호받는 진술에 해당하지 않으며 자기부죄금지 원칙의 보호를 받지 않는다